# Letargie
Letargia este o stare prelungită de toropeală, apatie și vlăguire extremă. Se caracterizează prin lipsa de energie.
Poate fi un simptom al multor alte boli mai grave, pe lângă un răspuns natural la stres.
Letargia se întâlnește și în encefalita litargică, ca expresie a lezunilor diencefalului.
În psihiatrie, letargia definește un acces de somn de tip hipnotic, observat în cursul sindroamelor catatonice și isterice.

## Cauze
Letargia poate fi un semnal pentru multe boli mult mai grave, cum ar fi encefalita, abcese cerebrale, dar și de constipație sau febră.
Problemele rinichilor, hepatita și bolile cronice ale tiroidei sunt de asemenea cauze întâlnite ale letargiei.
Sindromul lui Addison, cel al lui Chagas și meningita numără printre simptome starea letargică.

## Tratament
Letargia nu este de cele mai multe ori o boală în sine, ci un simptom. Totuși, starea de oboseală cronică depinde de modul de viață și de regimul alimentar ales.